# 比亞韋斯托克縣

53°7′N 23°10′E / 53.117°N 23.167°E
比亞韋斯托克縣（波蘭語：Powiat białostocki），是波蘭的縣份，位於該國東北部，由波德拉謝省負責管轄，首府設於比亞韋斯托克，面積2,985平方公里，2006年人口136,797，人口密度每平方公里46人。